# Zheng Shuang
Zheng Shuang (en chino: 郑爽), es una actriz china retirada.

## Biografía
Es hija de Zheng Chenghua (郑成华). En 2011 se graduó de "Beijing Film Academy", habla con fluidez el inglés.
A mediados de agosto de 2013 se reveló que estaba saliendo con el actor Hans Zhang, sin embargo la relación terminó a mediados de 2014 después de cinco años juntos.
En el 2015 salió brevemente con el cantante Anson Hu.
En 2018 comenzó a salir con Chen Zi Yin (Chen Bo Rong), sin embargo la relación finalizó más tarde.
En agosto del mismo año reveló que estaba saliendo con el productor Zhang Heng, sin embargo en diciembre de 2019 se anunció que habían terminado. 

### Controversias
El 18 de enero de 2021 Zhang Heng reveló que estaba residiendo en los Estados Unidos desde hace más de un año cuidando a los dos hijos que tuvo con Zheng Shuang, quienes habían nacido a través de madres subrogadas (acto considerado ilegal en China) en los Estados Unidos, el niño el 19 de diciembre de 2019 en Colorado y la niña el 4 de enero de 2020 en Nevada. Él alegó que después de que se separaran Zheng Shuang los había abandonado y que no quería firmar los documentos legales que les permitieran viajar a China, también alegó que Shuang quería que diera a los niños en adopción. Por otro lado Zheng Shuang alegó que Zheng Heng la había engañado y esa era la razón por la que ella había vuelto a China.
Debido a lo sucedido muchas marcas y proyectos que tenía en puerta terminaron su contrato, entre ellos Prada, Beijing TV (canceló cualquier emisión de trabajos donde participara) y los premios Huading Awards (revocaron los premios que le habían otorgado en 2016 y 2014). Por otro lado la Administración Nacional de Radio y Televisión de China (NRTA) la incluyó oficialmente en su lista negra, diciendo que sus acciones ilegales relacionadas con la subrogación y el posterior abandono de sus hijos viola la moral pública, por lo que no le brindarían oportunidades y plataformas. También recibió una severa advertencia de la cadena de televisión estatal CCTV News por sus acciones. De manera similar, el comité de ética de la Asociación de Artistas de Televisión de China (CTAA) redactó una reprimenda destacando la importancia de que los artistas den un buen ejemplo al público.

## Carrera
Desde el 2016 es miembro de la agencia "Zheng Shuang Studio", previamente formó parte de la agencia "ee-Media" del 2009 al 2015.
El "Southern Metropolis Daily" la considera como una de las 4 Actrices Dan de la Generación Posterior a los 90, junto con Yang Zi, Guan Xiaotong y Zhou Dongyu.
El 8 de agosto de 2009 realizó su debut en la televisión cuando se unió al elenco principal de la serie Meteor Shower donde dio vida a Chu Yuxun, hasta el final de la serie el 30 de agosto de 2010.
El 15 de agosto del mismo año apareció por primera vez como invitado en el programa Happy Camp durante el episodio "Let’s Go Watch Meteor Shower" con Hans Zhang, Yu Haoming, Wei Chen y Zhu Zixiao. El 23 de febrero de 2010 volvió a aparecer en el programa en la repetición del episodio "Let’s Go Watch Meteor Shower durante el Spring Festival. Finalmente el 23 de mayo de 2015 participó en el episodio "Jing Boran with Divas Hit the Road Crew" junto a Jing Boran, Yang Yang e Ivy Chen.
En el 2011 se unió al elenco de la serie Secret History of Empress Wu donde interpretó a la Princesa Taiping de adulta. La actriz Xu Huangli dio vida a Taiping de joven.
En marzo del 2012 se unió al elenco de la serie Secret History of Princess Taiping donde volvió a interpretar a las Princesas Taiping y Andingsi de jóvenes.
En 2014 se unió al elenco principal de la serie Swords of Legends donde interpretó a Xiang Ling, un demonio zorro con figura humana, que es salvada por Tusu (Li Yifeng) cuando era joven, a quien sigue en sus aventuras como forma de agradecimiento, mientras busca a sus padres.
El 15 de febrero de 2015 se unió al elenco principal de la serie Love Weaves Through a Millennium donde interpretó a la actriz Lin Xiangxiang, quien se enamora de Gong Ming (Jing Boran), un funcionario imperial que accidentalmente viaja 2,000 años de la antigua China al futuro, hasta el final de la serie el 23 de marzo del mismo año. La serie es la versión china de la serie surcoreana "Queen In-hyun's Man" protagonizada por los actores Ji Hyun-woo y Yoo In-na en el 2012.
Ese mismo año realizó una aparición especial en la serie Destined to Love You donde dio vida a Xiao Han, la gentil y comprensiva hija de un hombre de negocios adinerado que queda atrapada en un intento de asesinato y cuya vida es salvada por Ouyang Fei (Shaun Tam).
Realizó una aparición especial en la serie The Four donde interpretó a Wen Bing'er, la sobrina de Wen Ruyi (Li Tengjing) y una doctora con una discapacidad.
El 25 de abril del mismo año se unió al elenco de la segunda temporada del programa Divas Hit the Road donde participó junto a Yang Yang, Jing Boran, Ivy Chen, Ning Jing, Mao Amin y Xu Qing, hasta el final de la temporada el 4 de julio de 2015.  
El 1 de febrero de 2016 se unió al elenco principal de la serie Chronicle of Life donde interpretó a Wei Linlang, el verdadero amor del Emperador Kangxi (Hawick Lau), hasta el 23 de febrero del mismo año.
El 17 de febrero del mismo año se unió al elenco principal de la serie The Three Heroes and Five Gallants donde interpretó a Ding Yuehua, una excelente luchadora con la espada y la futura esposa de Zhan Zhao (Yan Yikuan).
El 22 de agosto del mismo año se unió al elenco principal de la serie Love O2O (también conocida como "A Smile is Beautiful"), donde dio vida a Wei Bei Bei, una linda, brillante e inteligente estudiante de informática de 2.º año de la Universidad Qing, que termina enamorándose de Xiao Nai (Yang Yang), hasta el final de la serie el 30 de septiembre del mismo año.
El 11 de junio de 2017 se unió al elenco principal de la serie Rush to the Dead Summer (también conocida como "Love 'til the End of Summer") donde interpretó a Li Xia, una joven pura, amable y sincera que ama dibujar y cuya relación con Fu Xiaosi (Chen Xuedong) tiene que enfrentar varios obstáculos antes de poder estar juntos, hasta el final de la serie el 8 de junio del mismo año.
En el 2018 se unió al elenco principal de la serie My Story for You donde interpretó a Li Muzi, una joven amable y agradable, y la única hija de una familia militar adinerada, hasta el final de la serie ese mismo año.
El 12 de noviembre del mismo año se unió elenco principal de la serie Hi, I'm Saori donde da vida a Saori, una joven que en realidad es un robot y que luego de viajar al futuro se convierte en la niñera de la famosa estrella Su Dahao (God Itthipat Thanit), hasta el final de la serie el 30 de noviembre del mismo año.
El 1 de julio del 2019 se unirá al elenco principal de la serie River Flows To You (previamente conocida como "Cry Me a Sad River")  donde interpretó a Yi Yao, una joven enamorada de su amigo de la infancia Qi Ming (Ma Tianyu), hasta el final de la serie el 30 de julio del mismo año.
El 24 de marzo del 2019 se unió al elenco principal de la serie Youth Fight (también conocida como "Fighting Youth") donde dio vida a Xiang Zhen, una joven alegre que se convierte en editora de una revista de moda después de graduarse, hasta el final de la serie el 12 de abril del mismo año.
A finales de septiembre del mismo año se anunció que estaba en pláticas para aparecer en la serie Endless Sky Lanterns.
En 2021 se esperaba que apareciera como parte del elenco principal de la serie Secret Keepers (también conocida como "Masked" donde interpretaría a Su Jiaman, sin embargo debido al escándalo en el que estaba envuelta, todos sus trabajos relacionados con el entretenimiento fueron cancelados.
Ese mismo año también se esperaba que apareceriera en la serie Jade Lovers donde daría a Shen Chenxi, la hija de un ex-magnate cuya familia cae a la ruina después de la quiebra.
Así como en el elenco principal de la serie A Chinese Ghost Story donde interpretaría a Nie Xiaoqian. En marzo del mismo año se anunció que ya no aparecería en la serie y que su rostro sería eliminado digitalmente.

## Filmografía

### Series de televisión
| Año             | Título                             | Personaje                            | Notas                        |
| --------------- | ---------------------------------- | ------------------------------------ | ---------------------------- |
| 2021 - presente | Jade Lovers                        | Chen Chenxi                          |                              |
| 2021            | Secret Keepers (Masked)            | Su Jiaman                            | (cancelada su participación) |
| 2021            | A Chinese Ghost Story              | Nie Xiaoqian / Xiao Ha ha            | (cancelada su participación) |
| 2019            | Youth Fight                        | Xiang Zhen                           | 38 episodios                 |
| 2019            | River Flows To You                 | Yi Yao                               | 52 episodios                 |
| 2018            | Hi, I'm Saori                      | Saori                                | 40 episodios                 |
| 2018            | My Story for You                   | Li Muzi                              | 48 episodios                 |
| 2017            | Rush to the Dead Summer            | Li Xia                               | 48 episodios                 |
| 2016            | Beauty Private Kitchens            | Song Yudie                           |                              |
| 2016            | Love O2O                           | Bei Wei Wei                          | 30 episodios                 |
| 2016            | The Three Heroes and Five Gallants | Ding Yuehua                          | 44 episodios                 |
| 2016            | Chronicle of Life                  | Wei Linlang (Liang'er)               | 40 episodios                 |
| 2016            | A Happy Life 2                     | Bai Xue                              |                              |
| 2015            | Destined to Love You               | Xiao Han                             |                              |
| 2015            | The Cage of Love                   | Wu Caihong                           |                              |
| 2015            | The Four                           | Wen Bing'er                          | 2 episodios                  |
| 2015            | Love Weaves Through a Millennium   | Lin Xiangxiang                       | 24 episodios                 |
| 2014            | Wonder Lady 3                      | Sha Sha Guimi                        |                              |
| 2014            | Swords of Legends                  | Xiang Ling                           | 50 episodios                 |
| 2013            | The Queen of SOP 2                 | Mu Xiaoyan / Fang Yifei              | 22 episodios                 |
| 2012            | Fairytale                          | An Qi'er                             |                              |
| 2012            | Secret History of Princess Taiping | Princesa Taiping / Princesa Andingsi |                              |
| 2011            | War of Desire                      | Ning Caidie                          |                              |
| 2011            | Secret History of Empress Wu       | Princesa Taiping                     |                              |
| 2009 - 2010     | Meteor Shower                      | Chu Yuxun                            | 72 episodios                 |

### Películas
| Año  | Título   | Personaje | Notas                                                                |
| ---- | -------- | --------- | -------------------------------------------------------------------- |
| 2017 | Wu Kong  | Ah Yue    | junto a Eddie Peng, Ni Ni, Shawn Yue, Oho Ou y Yang Di               |
| 2011 | Mural    | Mudan     | junto a Deng Chao, Sun Li, Yan Ni, Collin Chou, Andy On y Eric Tsang |
| 2011 | No Limit | Xiao'an   | junto a Hans Zhang, Xing Yu y Melrose Hu                             |

### Programas de variedades
| Año                    | Programa                                                 | Notas                                      |
| ---------------------- | -------------------------------------------------------- | ------------------------------------------ |
| 2020 - 2021            | Relationship S2                                          | miembro del panel                          |
| 2020, 2021             | Shine! Super Brothers (追光吧！哥哥)                     | miembro                                    |
| 2020                   | Let's Fall In Love Season 2                              | miembro                                    |
| 2020                   | The Summer Palace (Waiting For You At the Summer Palace) | 12 episodios - miembro                     |
| 2020                   | Wonderful Little Forest (Little Forest)                  | 13 episodios - miembro                     |
| 2020                   | Youth Periplous 2                                        | (ep. #7) - invitada                        |
| 2020                   | Life is Beautiful (让生活好看)                           | 10 episodios - miembro                     |
| 2020                   | Go Fridge: Season 6                                      | (ep. #3-4) - invitada                      |
| 2020                   | Ace vs Ace Season 5                                      | (ep. #3) - invitada                        |
| 2019                   | Meeting Mr. Right Season 2                               | miembro                                    |
| 2019                   | We Grew Up (我们长大了)                                  | (ep. #1-4) - miembro                       |
| 2018                   | This is Fighting Robots                                  | presentadora - (capitana del equipo verde) |
| 2009, 2010, 2015, 2016 | Happy Camp                                               | 4 episodios - invitada                     |
| 2015                   | Divas Hit the Road Season 2                              | 11 episodios - miembro                     |

### Anuncios
| Año  | Título                         | Notas              |
| ---- | ------------------------------ | ------------------ |
| 2020 | Lanvin                         |                    |
| 2019 | Jalouse China - ‘The Night’    |                    |
| 2016 | Jasmine Tea CF                 | junto a Yang Yang  |
| 2010 | Yin Jia Ni Clothing            | -                  |
| 2009 | Li Ning Winter                 | -                  |
| 2009 | JO Ai Tai Zi Nai JOAi Milk     | -                  |
| 2009 | Qing Hua Tong Fang S30i Laptop | junto a Yu Haoming |

### Endorsos
| Año  | Título                    | Notas    |
| ---- | ------------------------- | -------- |
| 2020 | Chioture Cosmetics        | Portavoz |
| 2019 | Ximalaya Podcast Platform | Portavoz |

### Revistas / sesiones fotográficas
| Año  | Título                                                      | Notas                 |
| ---- | ----------------------------------------------------------- | --------------------- |
| 2020 | K!ND Magazine                                               |                       |
| 2020 | National Geographic Traveler China                          | (publicación de mayo) |
| 2020 | Prada                                                       |                       |
| 2020 | 2019 Weibo Awards Ceremony: Thematic Poster - Weibo Fantasy |                       |
| 2020 | InStyle China                                               |                       |
| 2019 | Jalouse Magazine China                                      |                       |
| 2019 | MESSIERVIIVII 2019 F/W Collection                           |                       |
| 2019 | Southern Metropolis Entertainment Weekly                    |                       |

### Eventos
| Año  | Título                                                  | Notas                                        |
| ---- | ------------------------------------------------------- | -------------------------------------------- |
| 2020 | BTV Spring Festival Gala                                |                                              |
| 2020 | Kwai App's Chinese New Year Event                       |                                              |
| 2020 | 2019 Weibo Awards Ceremony                              |                                              |
| 2019 | The 4th Golden Bud Network Film and Television Festival |                                              |
| 2019 | 2019 Sohu Fashion Awards: Salute To Stars               |                                              |
| 2019 | 2019 China TV Drama Awards                              |                                              |
| 2019 | 2019 L’Officiel Fashion Night                           | (interpretó "Next Second" (下一秒))          |
| 2019 | Hunan TV - Suning Double 11 Carnival Festival           | [ 18 ]                                       |
| 2019 |                                                         | (Concierto de celebración por su cumpleaños) |
| 2019 | MGTV Segment For 2019 ROI Festival                      |                                              |

## Embajadora
En diciembre del 2019 habló durante la conferencia de las Naciones Unidas sobre el Cambio Climático (COP25) en Madrid como la representante juvenil de China para "Youth4Climate".

## Discografía

### Singles
| Año  | Canción                           | Álbum                                         | Notas              |
| ---- | --------------------------------- | --------------------------------------------- | ------------------ |
| 2015 | "Divas Hit the Road" (花儿与少年) | Canción Promocional de "Divas Hit the Road 2" | junto a Yang Yang  |
| 2015 | "Can't Forget" (不能忘)           | OST de "Love Weaves Through a Millennium"     | junto a Jing Boran |
| 2011 | "Extreme Love" (极限爱恋)         | OST de "No Limit"                             | junto a Hans Zhang |
| 2010 | "Super Fantasy" (超梦幻)          | canción para "大话水浒"                       |                    |
| 2009 | "Love's Waltz" (爱的华尔兹)       | OST de "Meteor Shower"                        |                    |

### Otros
| Año  | Canción                                              | Notas                                                                                                   |
| ---- | ---------------------------------------------------- | --- |
| 2020 | With You By My Side                                  | junto a Han Geng, Wang Yibo y Angelababy - (Canción para apoyar a quienes luchan contra el coronavirus) |
| 2020 | "You Look Very Nice When You Smile" (你笑起来真好看) | Interpretó la canción durante el "BTV Spring Festival Gala" - junto a sus padres                        |
| 2020 | "Light Chaser"                                       | Interpretó la canción durante el "Kwai App Chinese New Year Event"                                      |

## Beneficencia
En abril del 2020 participó junto a los actores Huang Xuan, Wei Daxun y la modelo Liu Wen, en la promoción de las camisetas de flor de cerezo "LOVE CREATES" de Dazzle Fashion, cuyos ingresos serán donados a la Facultad de Medicina y Odontología de la Universidad de Wuhan (inglés: "Wuhan University’s Faculty of Medicine & Dentistry").

## Premios y nominaciones
En enero de 2021 Huading Awards anunció que revocaría los premios de Best Actress (Revolutionary-Era Drama)y Best TV Actress otorgados durante el 19th Huading Awards por su trabajo en The Cage of Love en 2016 y el premio Audience's Favorite Actress durante la entrega de los premios 13th Huading Awards en 2014 por su trabajo en Swords of Legends debido a su escándalo.
| Año  | Categoría                                   | Premio                                                       | Trabajo                          | Resultado |
| ---- | ------------------------------------------- | ------------------------------------------------------------ | -------------------------------- | --------- |
| 2020 | Popular Artist of the Year                  | Weibo Awards Ceremony                                        | -                                | Ganó      |
| 2019 | Young Marketable Actress                    | 11th China TV Drama Award                                    | -                                | Ganó      |
| 2019 | Fashion Figure of the Year                  | Sohu Fashion Award                                           | -                                | Ganó      |
| 2019 | Popular Actress of the Year                 | Golden Bud - The Fourth Network Film And Television Festival | River Flows To You y Youth Fight | Ganó      |
| 2019 | Best Actress                                | Golden Bud - The Fourth Network Film And Television Festival | River Flows To You y Youth Fight | Nominado  |
| 2017 | Best Supporting Actress                     | 9th Macau International Movie Festival                       | Wu Kong                          | Nominada  |
| 2016 | Most Popular Actress                        | Chinese TV Series Festival                                   | -                                | Ganó      |
| 2015 | Best TV Star                                | TV Star Power List                                           | -                                | Ganó      |
| 2015 | Best Reality Show Star                      | Reality Show Star Power List                                 | -                                | Ganó      |
| 2015 | Best TV Actress                             | Fashion Star Award                                           | -                                | Ganó      |
| 2015 | Best Actress                                | Chinese TV Good Actor Selection                              | -                                | Nominada  |
| 2015 | Best TV Actress                             | 17th Huading Award                                           | -                                | Nominada  |
| 2014 | Favorite Star                               | 13th Huading Award                                           | -                                | Ganó      |
| 2013 | Most Influential New TV Actress             | Entertainment Live Rankings                                  | -                                | Ganó      |
| 2013 | Favorite Screen Couple (junto a Hans Zhang) | Asian Idol Award                                             | Meteor Shower                    | Nominados |
| 2013 | Sweet Screen Couple (junto a Hans Zhang)    | TV Drama Award                                               | Meteor Shower                    | Nominados |
| 2013 | Best New Performer                          | Hong Kong Film Directors Guild Award                         | Mural                            | Ganó      |
| 2012 | Newcomer of the Year                        | 6th Hong Kong Film Directors' Guild Award                    | Mural                            | Ganó      |
| 2012 | Best New Performer                          | 31st Hong Kong Film Award                                    | Mural                            | Nominada  |
| 2012 | Best Image Star                             | Huading Asian Star List                                      | -                                | Ganó      |
| 2010 | Favorite Actress                            | 25th China TV Golden Eagle Award                             | Meteor Shower                    | Nominada  |
| 2010 | Favorite Screen Couple (junto a Hans Zhang) | TV Drama Award                                               | Meteor Shower                    | Nominados |
| 2010 | Best New Actress                            | TV Drama Award                                               | Meteor Shower                    | Nominada  |
| 2010 | Best Screen Couple (junto a Hans Zhang)     | Sohu Internet TV Festival - Autumn                           | Meteor Shower                    | Ganaron   |
| 2010 | Best New Actress                            | Sohu Internet TV Festival - Autumn                           | -                                | Ganó      |
| 2009 | Favorite Actress                            | Sohu TV Drama Season Review - Autumn                         | -                                | Ganó      |
| 2009 | -                                           | New Artist Awards                                            | -                                | Ganó      |